# Ходячие мертвецы (8-й сезон)
Восьмой сезон американского зомби-апокалиптического телесериала «Ходячие мертвецы», разработанного Фрэнком Дарабонтом на основе одноименной серии комиксов авторства Роберта Киркмана, Тони Мура и Чарли Адларда. Премьера восьмого сезона состоялась 22 октября 2017 года на канале AMC, и он состоит из 16 эпизодов. Исполнительными продюсерами выступили Киркман, Дэвид Алперт, Скотт М. Гимпл, Грег Никотеро, Том Луз и Гейл Энн Хёрд; для Гимпла этот сезон стал пятым и последним в качестве шоураннера. Восьмой сезон получил смешанные отзывы от критиков. Сезон получил множество номинаций и две награды, среди которых премия «Сатурн» за лучший телесериал в жанре хоррор.
Этот сезон адаптирует материал из выпусков #115—126, которые покрывают сюжетную арку «All Out War» из комиксов, и в сезоне представлен заметный персонажей из комиксов, Сиддик (Ави Нэш). Сюжет продолжает историю Рика Граймса (Эндрю Линкольн) и его группу выживших, когда они ведут бой против Нигана (Джеффри Дин Морган) и «Спасителей». Рик вместе с Мэгги (Лорен Коэн), лидером Хиллтопа, и королём Иезекиилем (Хари Пейтон), лидером Королевства, объединяют силы, чтобы начать восстание против тирана-лидера «Спасителей», развязывая войну за свободу общин.

## Актёрский состав

### Главные роли
В восьмом сезоне участвуют двадцать основных актёров. В этом сезоне Кейтлин Нейкон, Хари Пейтон, Стивен Огг и Поллианна Макинтош были повышены до основного актёрского состава, при этом Сет Гиллиам и Росс Маркуанд были добавлены в начальную заставку сезона.

#### Основной состав
- Эндрю Линкольн — Рик Граймс, протагонист сериала, бывший заместитель шерифа и лидер Александрии, который возглавляет новый альянс для борьбы с Ниганом и «Спасителями».
- Норман Ридус — Дэрил Диксон, правая рука Рика, главный охотник группы и скаут-вербовщик для Александрии.
- Лорен Коэн — Мэгги Грин, беременная вдова Гленна и лидер Хиллтопа.
- Чендлер Риггз — Карл Граймс, храбрый и отважный сын Рика.
- Данай Гурира — Мишонн, воительница с катаной и девушка Рика, которая выступает в роли матери для Карла и Джудит.
- Мелисса Макбрайд — Кэрол Пелетье, яростная выжившая, которая вынуждена сражаться со «Спасителями», чтобы отомстить за смерть своих друзей.
- Ленни Джеймс — Морган Джонс, первый выживший, с которым Рик когда-либо сталкивался, который теперь живёт в Королевстве и борется за своё здравомыслие.
- Аланна Мастерсон — Тара Чамблер, заботливый и остроумный член группы и поставщица припасов для Александрии, которая служит связным с Оушенсайдом.
- Джош Макдермитт — Юджин Портер, робкий бывший член группы, чья находчивость заставляет Нигана взять его под своё крыло.
- Кристиан Серратос — Розита Эспиноса, импульсивный член группы, которая мотивирована отомстить за смерть её бывшего бойфренда Спенсера и Абрахама.
- Сет Гиллиам — Гэбриэл Стоукс, священник, который ожесточился из-за своего опыта общения с группой Рика.
- Росс Маркуанд — Аарон, скаут-вербовщик из Александрии, который привёл группу Рика в Александрию и в настоящее время ведёт борьбу против «Спасителей».
- Джеффри Дин Морган — Ниган, лидер банды «Спасителей», который служит главным антагонистом сезона.

#### Также в главных ролях
- Остин Амелио — Дуайт, бывший подчинённый Нигана, который теперь работает на Рика в качестве двойного агента против «Спасителей».
- Том Пэйн — Пол «Иисус» Ровиа, скаут из Хиллтопа, который борется за моральное равновесие группы.
- Ксандер Беркли — Грегори, эгоистичный и лицемерный лидер Хиллтопа, чьё влияние уменьшилось с появлением Мэгги.
- Хари Пейтон — Иезекииль, харизматичный лидер «Королевства», который объединяется с Риком против «Спасителей».
- Стивен Огг — Саймон, бывший ипотечный брокер и заместитель Нигана. Он не скрывает своих намерений свергнуть Нигана[3].
- Кейтлин Нейкон — Энид, бывший член Александрии, которая переехала в Хиллтоп, чтобы быть с Мэгги, и сформировала отношения с Карлом[3].
- Поллианна Макинтош[англ.] — Джадис / Энн, обманчивый лидер Мусорщиков, которая предала группу Рика и сохраняет нейтральную позицию в войне[3].

### Повторяющиеся роли

#### Александрия
- Джейсон Дуглас — Тобин, бригадир строительной бригады Александрии и член ополчения Рика.
- Джордан Вудс-Робинсон — Эрик Райли, бойфренд Аарона и бывший вербовщик, который теперь является членом ополчения Рика.
- Кенрик Грин — Скотт, поставщик припасов для Александрии и член ополчения Рика.
- Далия Лего — Фрэнсин, член строительной бригады Александрии и член ополчения Рика.
- Мэнди Кристин Керр — Барбара, резидент Александрии.
- Тед Хакаби — Брюс, член строительной бригады Александрии и член ополчения Рика.

#### Колония Хиллтоп
- Джеймс Чен — Кэл, страж в Хиллтопе и солдат в ополчении Рика.
- Питер Циммерман — Эдуардо, страж в Хиллтопе и солдат в ополчении Рика.
- Карен Сизей — Берти, резидент Хиллтопа и солдат в ополчении Рика.
- Джереми Палко — Энди, резидент Хиллтопа и солдат в ополчении Рика.
- Бретт Джентайл — Фредди, резидент Хиллтопа и солдат в ополчении Рика.
- Р. Кит Харрис — Харлан Карсон, доктор в Хиллтопе, который был захвачен Саймоном в предыдущем сезоне.

#### Спасители
- Джейсон Уорнер Смит — Гэвин, один из топ-лейтенантов Нигана, который руководит базой оружия.
- Трейси Динвидди — Реджина, один из топ-лейтенантов Нигана.
- Элизабет Ладлоу — Арат, один из топ-лейтенантов Нигана.
- Майк Сил — Гэри, один из топ-лейтенантов Нигана и сообщник Саймона, помогая ему в планах по свержению Нигана.
- Линдсли Реджистер — Лора, один из топ-лейтенантов Нигана.
- Хуан Пареха[англ.] — Моралес, выживший из первоначального лагеря Рика в Атланте, который присоединился к «Спасителям».
- Джошуа Микел — Джаред, убийца Бенджамина и враждебный член «Спасителей», который противостоит Моргану.
- Каллан Маколифф — Олден, член Спасителей, который сдаётся Иисусу на спутниковом посту.
- Линдси Гарретт — Мара, Спасительница, которая охраняет один из многих постов.
- Ли Норрис — Тодд, робкий член «Спасителей», который работает на том же посту, что и Мара.
- Уитмер Томас — Гантер, член «Спасителей», который мучает Иезекииля.
- Чарльз Халфорд — Яго, Спаситель, который руководит базой с оружием Гэвина.
- Сиера Л. Пэйтон — Зира, Спасительница, с которой столкнулись Розита и Мишонн на складе с припасами.
- Адам Кронан — Лео, Спаситель, с которым столкнулись Розита и Мишонн на складе с припасами.
- Хлоя Актас — Таня, одна из жён Нигана.
- Элиз Дюфур — Фрэнки, одна из жён Нигана.
- Адам Фристо — Дин, Спаситель, пытавшийся убить Иисуса.
- Мэтт Мэгнам — Д. Дж., один из топ-лейтенантов Нигана и хранитель «Убежища».

#### Королевство
- Купер Эндрюс — Джерри, верный и добродушный телохранитель Иезекииля.
- Керри Кэхилл — Дайанн, один из лучших солдат Иезекииля и умелая лучница.
- Дэниел Ньюман — Дэниел, один из лучших солдат Иезекииля.
- Карлос Наварро — Альваро, один из лучших солдат Иезекииля.
- Максен Линц — Генри, житель Королевства и младший брат покойного Бенджамина, который хочет отомстить «Спасителям» за смерть своего брата.
- Джейсон Бёрки — Кевин, житель Королевства.
- Надин Марисса — Набила, жительница и садовница Королевства.

#### Оушенсайд
- Дебора Мэй — Натания, бдительный лидер Оушенсайда.
- Сидни Парк — Синди, внучка Натании.
- Бриана Венскус — Беатрис, один из топ-солдат Оушенсайда.
- Николь Барре — Кэти, один из топ-солдат Оушенсайда.
- Мими Киркланд — Рэйчел, агрессивный молодой член Оушенсайда.

#### Мусорщики
- Сабрина Дженнарино — Тамиэль, ведущий член группы Мусорщиков.
- Томас Фрэнсис Мёрфи[англ.] — Брайон, ведущий член группы Мусорщиков.

#### Прочие
- Ави Нэш — Сиддик, таинственный бродяга, который подружился с Карлом.
- Джейн Аткинсон — Джорджи, лидер загадочной гуманитарной группы.

## Производство
16 октября 2016 года AMC продлило «Ходячих мертвецов» на восьмой сезон, состоящий из 16 эпизодов. Производство началось 25 апреля 2017 года в Атланте, Джорджия. 12 июля 2017 года производство было приостановлено после того, как погиб каскадёр Джон Бернекер, упав с более чем 6-метровой высоты на бетонный пол. Производство возобновилось 17 июля. Премьера сезона, которая также стала 100-м эпизодом сериала, была снята исполнительным продюсером Грегом Никотеро.
В ноябре 2017 года было объявлено, что Ленни Джеймс, который играет Моргана Джонса, покинет «Ходячих мертвецов» после завершения этого сезона, и что он присоединится к актёрскому составу сериала спин-оффа «Бойтесь ходячих мертвецов». Восьмой сезон также покинули три основных актёра: Чендлер Риггз (Карл Граймс), Стивен Огг (Саймон) и Остин Амелио (Дуайт). Последним эпизодам для Риггза стала премьера второй половины сезона, где его персонаж погибает, что является отклонением от комиксов, где его персонаж всё ещё жив. Его смерть вызвала негативную реакцию со стороны критиков и фанатов. Последним эпизодом для Огга стал предпоследний эпизод в сезоне, где его персонаж был убит Ниганом. Амелио покинул сериал после финала сезона, и в январе 2019 года было подтверждено, что он присоединится к актёрскому составу сериала «Бойтесь ходячих мертвецов».

## Эпизоды
| № общий | № в сезоне | Название                                                        | Режиссёр             | Автор сценария | Дата премьеры   | Зрители в США (млн) |
| --- | ---------- | --------------------------------------------------------------- | -------------------- | --- | --------------- | ------------------- |
| 100 | 1          | «Милосердие» «Mercy»                                            | Грег Никотеро        | Скотт М. Гимпл | 22 октября 2017 | 11,44               |
| Объединённые силы Александрии, Хиллтопа и Королевства предпринимают попытку атаковать «Спасителей». Отряд Рика прибывает к их штаб-квартире. Нигану предлагают сдаться и спасти жизнь его людей, но переговоры завершаются безрезультатно. В разгар боя прибывает стадо ходячих, направляемое Дэрилом. Гэбриэл отстаёт от отступившей группы и, спасаясь от мертвецов, оказывается вместе с Ниганом в трейлере. |            |                                                                 |                      | |                 |                     |
| 101 | 2          | «Проклятые» «The Damned»                                        | Розмари Родригес     | Мэттью Негрете и Ченнинг Пауэлл                                                                                                  | 29 октября 2017 | 8,92                |
| Объединённые силы штурмуют и захватывают несколько баз «Спасителей». Силы Александрии, Королевства и Хиллтопа несут потери. Рик, пытаясь отыскать на одной из баз оружие, попадает в заложники к одному из членов банды — Моралесу, которого знал ещё в Атланте. |            |                                                                 |                      | |                 |                     |
| 102 | 3          | «Монстры» «Monsters»                                            | Грег Никотеро        | Мэттью Негрете и Ченнинг Пауэлл                                                                                                  | 5 ноября 2017   | 8,52                |
| Рик узнает, что семья Моралеса погибла. В ответ Рик говорит, что ему тоже приходилось терять дорогих ему людей, в том числе из-за Нигана. В конце диалога Дэрил подкрадывается и убивает Моралеса. Они узнают, что оружие накануне было вывезено на другую базу. Отряд Моргана и Иисуса конвоирует сдавшихся бандитов в Хиллтоп, несмотря на то, что Морган считает, что всех их необходимо уничтожить. Туда же добирается и Грегори, который открыто принял сторону Нигана. Мэгги приказывает его впустить, невзирая на предательство. После окончания успешной операции группа Иезекииля выходит на пустырь, король замечает пулемет в окне здания, но уже слишком поздно. Серия заканчивается тем, что группа подвергается плотному обстрелу из пулемета, а верные королю люди стараются прикрыть его. |            |                                                                 |                      | |                 |                     |
| 103 | 4          | «Какой-то парень» «Some Guy»                                    | Дэн Лью              | Дэвид Лесли Джонсон-Макголдрик                                                                                                   | 12 ноября 2017  | 8,69                |
| Эпизод начинается с флэшбэка о том, как король готовит своих людей на войну против «Спасителей». В настоящем времени Иезекииля, выжившего после атаки на его отряд, берёт в плен один из «Спасителей» и ведёт к Нигану. Через некоторое время короля спасает Джерри, однако они оба оказываются в тупике, окружённые мертвецами. В это время в здании химического предприятия, из которого вёлся пулемётный огонь, Кэрол обнаруживает оружие, которое ищет Рик. Она убивает нескольких бандитов, однако другие в спешке стараются покинуть здание, чтобы доставить оружие в Святилище. Кэрол догоняет их и начинается перестрелка. Данные действия происходят неподалёку от Иезекииля и Джерри, которые тем временем отбиваются холодным оружием от дюжины ходячих. Кэрол упускает «Спасителей», но спасает своих союзников. Рик и Дэрил преследуют машину с оружием и в конечном итоге завладевают им. Король, Кэрол и Джерри пешком направляются в Королевство. Преследуемые ходячими, они попадают в трудное положение. Раненый король просит своих друзей оставить его, однако Кэрол и Джерри настаивают на своём. В последний момент внезапно появляется Шива, которая спасает хозяина ценой своей жизни. |            |                                                                 |                      | |                 |                     |
| 104 | 5          | «Большое страшное „Н“» «The Big Scary U»                        | Майкл Э. Сатраземис  | Сюжет: Скотт М. Гимпл, Дэвид Лесли Джонсон-Макголдрик и Анджела Канг Телесценарий: Дэвид Лесли Джонсон-Макголдрик и Анджела Канг | 19 ноября 2017  | 7,85                |
| Из флэшбэка в начале эпизода выясняется, что Грегори предупредил Нигана о готовящемся бунте общин. В настоящем времени Гэбриэл и Ниган, окружённые мертвецами, решают выбираться из ловушки, намазавшись кровью зомби. Они пробиваются сквозь толпу, прикрывая друг другу спину, и добираются до Святилища, рабочие которого находятся на грани бунта из-за малого количества провизии и отсутствия электричества. Прибытие Нигана успокаивает их. Позже Юджин, пришедший навестить арестованного Гэбриэла, обнаруживает, что он болен и пребывает в бредовом состоянии. Дэрил находит в машине «Спасителей» взрывчатку и решает подорвать с её помощью стену Святилища, чтобы его заполонили ходячие. Рик с ним не соглашается. Дело доходит до потасовки, которую останавливает взрыв захваченной машины. Дэрил уезжает на байке, а Рик продолжает путь пешком. Внезапно он слышит звук мотора и видит вертолёт, летящий над лесом. |            |                                                                 |                      | |                 |                     |
| 105 | 6          | «Король, вдова и Рик» «The King, the Widow, and Rick»           | Джон Полсон          | Анджела Канг и Кори Рид | 26 ноября 2017  | 8,28                |
| Рик приходит в лагерь Мусорщиков, сообщает им, что «Спасители» почти разгромлены, и предлагает жить дальше в мире и сотрудничестве. Джадис отказывается и запирает Рика в контейнере. Карл встречается с Сиддиком — человеком, в одиночку истребляющим мертвецов, и завоёвывает его доверие. Кэрол пытается побороть депрессию Короля Иезекииля, который сомневается в своих лидерских качествах. Мэгги размещает пленных «спасителей» в концентрационном лагере, сооружённом внутри стен Хиллтопа. Туда же помещают и Грегори. Дэрил, Тара, Мишонн и Розита добираются до Святилища, по-прежнему окружённого ходячими. Дэрил заявляет своим спутницам, что собирается покончить со всем этим: он сносит ворота Святилища с помощью грузовика, и толпы мертвецов вваливаются внутрь. |            |                                                                 |                      | |                 |                     |
| 106 | 7          | «Время настало» «Time for After»                                | Ларри Тенг           | Мэттью Негрете и Кори Рид | 3 декабря 2017  | 7,47                |
| Рик находится в плену у Мусорщиков. В Святилище заканчиваются припасы. Юджин догадывается, что Дуайт ведёт двойную игру, но решает никому про это не говорить. Юджин собирает радиоуправляемый самолёт и прикрепляет к нему плеер, надеясь с помощью музыки увести ходячих. В последний момент ему мешает Дуайт. В это же время Дэрил, поддерживаемый Тарой, Морганом и другими снайперами, сносит грузовиком ворота. Мертвецы проникают внутрь здания и захватывают его нижний уровень. На свалке Джадис снова стравливает Рика с закованным в железо зомби, но Рик побеждает и едва не скармливает Джадис оторванной мёртвой голове. Рик в очередной раз заключает с ней соглашение о сотрудничестве и разделе имущества побеждённых «Спасителей». Прибыв к Святилищу, он не может связаться по рации со снайперами и видит, что вокруг здания больше нет ходячих. |            |                                                                 |                      | |                 |                     |
| 107 | 8          | «Как должно быть» «How It's Gotta Be»                           | Майкл Э. Сатраземис  | Дэвид Лесли Джонсон-Макголдрик и Анджела Канг                                                                                    | 10 декабря 2017 | 7,89                |
| Спасители выбрались из Святилища благодаря Юджину. Торжествующий Ниган наносит неожиданный ответный удар по восставшим, которые слишком рано сочли себя победителями. Деморализованные жители Королевства и Александрии разбегаются. Мэгги решает использовать свой козырь — 38 пленных заложников-спасителей, и планирует организовать в Хиллтопе последний оплот борьбы со «Спасителями». Дэрил, Тара, Мишонн и Розита уничтожают отряд «Спасителей», которых привёл к месту засады Дуайт. Ниган застаёт Рика врасплох, избивает его, угрожая страшными муками, но тому удаётся сбежать. Он приходит в канализацию, где прячутся жители Александрии, и находит там своего укушенного заражённого сына. |            |                                                                 |                      | |                 |                     |
| 108 | 9          | «Честь» «Honor»                                                 | Грег Никотеро        | Мэттью Негрете и Ченнинг Пауэлл                                                                                                  | 25 февраля 2018 | 8,28                |
| Выяснилось, что Карл был укушен какое-то время назад, но скрывал это от всех, наслаждаясь последними часами жизни. Кэрол и Морган, используя фактор внезапности и умелую тактику, одного за другим уничтожают «Спасителей» в Королевстве. Они спасают Иезекииля, приговорённого к смерти. Жители Александрии дожидаются отъезда «Спасителей», устроивших в городе полный погром, и выбираются из канализации, чтобы попасть в Хиллтоп. Заражённый Карл убивает себя в сожжённой Александрии, трогательно попрощавшись с Риком, Джудит и Мишонн. Перед смертью он берет у Рика слово, что тот приложит все усилия, чтобы стать прежним, не ожесточившимся, человеком. В последних грезах Карл видит идиллию, где все живут и работают в мире, включая «Спасителей» и самого Нигана. |            |                                                                 |                      | |                 |                     |
| 109 | 10         | «Оставшиеся в живых и разбойники» «The Lost and the Plunderers» | Дэвид Бойд           | Анджела Канг, Ченнинг Пауэлл и Кори Рид                                                                                          | 4 марта 2018    | 6,82                |
| Аарон и Энид пытаются убедить жителей Оушенсайда присоединиться к борьбе против «Спасителей», но они отказываются. Узнав о том, что мусорщики перешли на сторону Рика, Ниган приказывает Саймону запугать их и убить одного из людей Джадис. Рик и Мишонн едут на свалку, чтобы предупредить её обитателей о возможном нападении «Спасителей», но опаздывают: Саймон ослушался Нигана, и его люди расстреляли всех мусорщиков, оставив в живых лишь Джадис (в прошлой жизни — художницу). Потрясённая и сломленная, она умоляет Рика взять её с собой, но Рик, утомлённый её лицемерием, бросает Джадис на свалке в окружении обратившихся «мусорщиков». Мишонн упрекает его за это, вспоминая последнюю волю Карла. Джадис уничтожает всех своих бывших людей, заманив их в измельчитель промышленных отходов. Перед смертью Карл написал письма отцу и Нигану, в которых просил их прекратить бессмысленное, на его взгляд, противостояние. Рик связывается с Ниганом по рации, сообщает ему, что Карл погиб, и угрожает смертью. В ответ Ниган, потрясённый известием о гибели Карла, обвиняет Рика в его смерти. |            |                                                                 |                      | |                 |                     |
| 110 | 11         | «Жив или мёртв или» «Dead or Alive Or»                          | Майкл Э. Сатраземис  | Эдди Гузелиан | 11 марта 2018   | 6,60                |
| Александрийцы пробираются в Хиллтоп по болотам, кишащим ходячими. Дуайт отвлекает «Спасителей», уводя их по ложному пути. Гэбриел быстро слепнет в результате болезни. Их с доктором Карсоном захватывают спасители, но Карсон успевает покончить с собой, чтобы избежать мучений и не выдать Юджина. Ниган обещает Юджину узнать, кто помог беглецам, а Юджин предлагает забросать Хиллтоп ходячими с помощью катапульты. Гэбриэла возвращают к Нигану, тот ставит его на работу по сортировке стреляных гильз (на ощупь, так как он почти ослеп). Мэгги урезает пайки жителям Хиллтопа, но дает некоторые послабления пленным «Спасителям», разрешив им прогулки. Рик возвращается в Хиллтоп, а Ниган строит новый план, как уничтожить всех непокорных. |            |                                                                 |                      | |                 |                     |
| 111 | 12         | «Ключ» «The Key»                                                | Грег Никотеро        | Кори Рид и Ченнинг Пауэлл | 18 марта 2018   | 6,66                |
| Ниган ведёт свою банду в Хиллтоп, чтобы наказать и подчинить непокорных, но в её рядах зреет раскол: Саймон, один раз не подчинившись и не понеся наказания, готовится свергнуть лидера (очевидно, считая, что тот «размяк»). Рик замечает колонну машин «Спасителей» и разбивает автомобиль Нигана с помощью внедорожника. Ниган в западне, устроенной Риком, но его люди не очень-то торопятся его спасать. От Рика он узнаёт, что все Мусорщики мертвы. Саймон объявляет Нигана погибшим и берёт власть в свои руки, обещая закончить дело босса — истребить всех в Хиллтопе. К Мэгги выходит на контакт странная троица — пожилая женщина с двумя охранницами, которая предлагает на обмен ценную информацию («ключ») для строительства светлого будущего. Раненый в схватке Ниган приходит в себя в машине, в плену у Джадис, которая везёт его в неизвестном направлении. |            |                                                                 |                      | |                 |                     |
| 112 | 13         | «Не сбивайте нас с пути» «Do Not Send Us Astray»                | Джеффри Ф. Дженьюари | Анджела Канг и Мэттью Негрете | 25 марта 2018   | 6,77                |
| «Спасители», возглавляемые Саймоном, предпринимают ночной налёт на Хиллтоп, но организованное сопротивление вынуждает их бежать. Обе стороны понесли потери. Но план Нигана работает: следующей ночью умирает один из раненых защитников Хиллтопа. После обращения в ходячего он успевает укусить несколько человек. В это же время юный Генри проникает за ограждение, где находятся пленные «Спасители», и требует выдать убийцу своего брата, угрожая им оружием. Воспользовавшись начавшейся суматохой, часть пленников сбегает, но некоторые решают остаться, разочаровавшись в Нигане. Оставшиеся в живых хиллтопцы понимают, что люди Саймона использовали заражённое оружие, и что все их раненые обречены. Утренние поиски Генри не приносят результата. |            |                                                                 |                      | |                 |                     |
| 113 | 14         | «Всё ещё что-то значит» «Still Gotta Mean Something»            | Майкл Э. Сатраземис  | Эдди Гузелиан | 1 апреля 2018   | 6,30                |
| Джадис, обуреваемая жаждой мести, привозит связанного Нигана на обезлюдевшую свалку. Но ему удаётся убедить её в том, что мусорщики были уничтожены без его приказа, а виновные будут наказаны. В это время над свалкой зависает вертолёт, который улетает, проигнорировав знаки, подаваемые Джадис. Она отпускает Нигана, но отказывается уйти вместе с ним. Морган и Кэрол отправляются на поиски Генри, предположив, что он пошёл по следам сбежавших пленников. Рик также покидает Хиллтоп, но с целью найти убежавших «Спасителей». Морган явно теряет рассудок, у него галлюцинации. Он оставляет Кэрол, встречает Рика, и оба они попадают в плен к сбежавшим, которые остановились в здании бара из-за заболевших товарищей. Рик обещает предоставить им шанс начать новую жизнь в качестве полноценных жителей Хиллтопа. Прибытие большой группы ходячих вынуждает беглецов освободить своих пленников. Рик и Морган помогают уничтожить мертвецов, но затем неожиданно убивают «Спасителей», продемонстрировав лживость и коварство. Кэрол спасает Генри, который из последних сил отбивался от ходячих, и возвращает его в Хиллтоп. Дэрил и Розита решают нанести удар по мастерской, в которой Юджин организовал производство патронов для «Спасителей». Их первая и главная цель — сам Юджин. Весёлый Ниган возвращается в Святилище, но его прибытие не сулит ничего хорошего Саймону. |            |                                                                 |                      | |                 |                     |
| 114 | 15         | «Ценность» «Worth»                                              | Майкл Словис         | Дэвид Лесли Джонсон-Макголдрик и Кори Рид                                                                                        | 8 апреля 2018   | 6,67                |
| Попытка Дэрила и Розиты похитить Юджина провалилась. Сбежав по дороге в Хиллтоп, он возвращается на базу, одержимый маниакальным желанием сделать ещё больше патронов для Нигана. В это время Ниган, который полностью вошёл в образ обаятельного мерзавца, обнаруживает, что его верные люди в Святилище совсем распустились. Легко вскрыв заговор, он вынуждает Саймона вступить с ним в рукопашную схватку до смерти и побеждает. Саймон становится очередным обратившимся трофеем, прикованным к наружной ограде. Затем Ниган раскрывает и предательство Дуайта. Перед этим Дуайт успевает отправить Рику фальшивый план нападения на Хиллтоп, что, по замыслу Нигана, приведёт «Спасителей» к полной победе. Мишонн по рации зачитывает Нигану предсмертное письмо от Карла с пожеланиями мира и добра, но Ниган заявляет, что время дипломатии прошло и люди Рика будут уничтожены. |            |                                                                 |                      | |                 |                     |
| 115 | 16         | «Гнев» «Wrath»                                                  | Грег Никотеро        | Скотт М. Гимпл, Анджела Канг и Мэттью Негрете                                                                                    | 15 апреля 2018  | 7,92                |
| Рик идёт в ловушку, организованную Ниганом. Когда «Спасители» открывают огонь по окруженным людям Рика, в стволах взрываются патроны — сюрприз, подстроенный Юджином. Большинство «Спасителей», включая Нигана, ранены. В последовавшей схватке один на один, Рик тяжело ранит Нигана в горло, но оставляет ему жизнь в назидание остальным. Также он, следуя заветам Карла, оставляет в живых всех поверженных «Спасителей». Рик предлагает всем объединиться и заниматься возрождением цивилизации. Жительницы Оушенсайд помогают уничтожить другую группу «Спасителей», явившуюся под стены Хиллтопа. Мэгги жаждет смерти Нигану и строит некий план против Рика и Мишонн. Морган приглашает Джадис покинуть свалку и присоединиться к Рику. Будущее, о котором мечтал Карл, кажется, начинает воплощаться в жизнь. |            |                                                                 |                      | |                 |                     |

## Выпуск
Первый трейлер сезона был показан на San Diego Comic-Con 21 июля 2017 года. Второй трейлер, предназначенный для второй половины сезона, был выпущен 1 февраля 2018 года.
15 марта 2018 года было объявлено, что финал сезона и премьера четвёртого сезона «Бойтесь ходячих мертвецов» будут показаны в кинотеатрах сетей AMC, Regal и Cinemark по всей территории США 15 апреля, в тот же день, когда эти серии выйдут в телеэфир, для «Survival Sunday: The Walking Dead & Fear the Walking Dead». Эпизоды ознаменовали первый кроссовер между этими двумя сериалами. Показ серий в кинотеатре также включал дополнительные полчаса эксклюзивного бонусного контента.

## Реакция

### Реакция критиков
Восьмой сезон «Ходячих мертвецов» получил смешанные отзывы от критиков. На сайте Rotten Tomatoes рейтинг сезона составляет 64% на основе 16 отзывов, со средней оценкой 6,68/10. Критический консенсус сайта гласит: «Восьмой сезон „Ходячих мертвецов“ заряжает своих персонажей небольшим количеством очень необходимых тревоги и действия, хотя он всё ещё местами прерывист и лишён поступательного развития сюжета».
| Графики недоступны из-за технических проблем. См. информацию на Фабрикаторе и на mediawiki.org. - Сезон 8 (2017–18): Процент положительных отзывов на сайте Rotten Tomatoes |

### Награды
На 44-й церемонии премии «Сатурн», восьмой сезон «Ходячих мертвецов» получил семь номинаций, победив в двух из них. Он победил в категориях лучший телесериал в жанре хоррор и лучшая роль молодого актёра в телесериале (Чендлер Риггз). Остальными номинациями были лучший телеактёр (Эндрю Линкольн), лучший телеактёр второго плана (Хари Пейтон), лучшая телеактриса второго плана (Данай Гурира и Мелисса Макбрайд) и лучшая гостевая роль в телесериале (Джеффри Дин Морган).
Первая половина сезона была номинирована на премию Гильдии киноактёров США за лучший каскадёрский ансамбль в телесериале на 24-й церемонии вручения премии.

### Рейтинги
| №  | Название                      | Дата показа     | Рейтинг (18—49) | Зрителей (миллионов) | DVR (18—49) | Зрителей DVR (миллионов) | Всего (18—49) | Всего зрителей (миллионов) |
| -- | ----------------------------- | --------------- | --------------- | -------------------- | ----------- | ------------------------ | ------------- | -------------------------- |
| 1  | «Милосердие»                  | 22 октября 2017 | 5,0             | 11,44                | 2,2         | 4,28                     | 7,2           | 15,74                      |
| 2  | «Проклятые»                   | 29 октября 2017 | 4,0             | 8,92                 | 2,0         | 4,16                     | 6,0           | 13,10                      |
| 3  | «Монстры»                     | 5 ноября 2017   | 3,8             | 8,52                 | 2,2         | 4,47                     | 6,0           | 13,01                      |
| 4  | «Какой-то парень»             | 12 ноября 2017  | 3,9             | 8,69                 | 1,8         | 3,66                     | 5,7           | 12,361                     |
| 5  | «Большое и страшное Н»        | 19 ноября 2017  | 3,4             | 7,85                 | N/A         | N/A                      | N/A           | N/A                        |
| 6  | «Король, вдова и Рик»         | 26 ноября 2017  | 3,6             | 8,28                 | 2,1         | 4,44                     | 5,7           | 12,73                      |
| 7  | «„После“ настало»             | 3 декабря 2017  | 3,3             | 7,47                 | 1,9         | 4,15                     | 5,2           | 11,63                      |
| 8  | «Как должно быть»             | 10 декабря 2017 | 3,4             | 7,89                 | 2,0         | 4,23                     | 5,4           | 12,13                      |
| 9  | «Честь»                       | 25 февраля 2018 | 3,6             | 8,28                 | N/A         | N/A                      | N/A           | N/A                        |
| 10 | «Потерянные и мародёры»       | 4 марта 2018    | 2,9             | 6,82                 | 1,7         | 3,80                     | 4,6           | 10,63                      |
| 11 | «Мёртвыми или живыми, или...» | 11 марта 2018   | 2,8             | 6,60                 | 1,6         | 3,44                     | 4,4           | 10,06                      |
| 12 | «Ключ»                        | 18 марта 2018   | 2,8             | 6,66                 | 1,7         | 3,76                     | 4,5           | 10,44                      |
| 13 | «Не дай нам сбиться с пути»   | 25 марта 2018   | 3,0             | 6,77                 | 1,7         | 3,82                     | 4,7           | 10,62                      |
| 14 | «Всё ещё что-то значит»       | 1 апреля 2018   | 2,6             | 6,30                 | 1,8         | 3,68                     | 4,4           | 9,99                       |
| 15 | «Ценность»                    | 8 апреля 2018   | 2,8             | 6,67                 | 1,7         | 3,64                     | 4,5           | 10,32                      |
| 16 | «Гнев»                        | 15 апреля 2018  | 3,4             | 7,92                 | 1,6         | 3,30                     | 5,0           | 11,24                      |

↑  Рейтинги Live +7 были недоступны, так что вместо них были использованы рейтинги Live +3.

## Домашние носители
Восьмой сезон был выпущен на Blu-ray и DVD 21 августа 2018 года. В комплект входят три аудиокомментария и три бонусных видео.